# Kara Yülük Osman Bey
Kara Yülük Osman Bey (Azerí: Qara Yuluq Osman Bəy, àrab: Kara Yuluk Uthman Beg) (governa del 1378 al 1435) fou un cap tribal turcman de finals del segle xiv i principis del segle xv que va liderar la federació tribal turcman dels Aq Qoyunlu en el que avui dia és la part oriental de Turquia i zones de l'Iran, Azerbaidjan i l'Iraq. Portava el títol honorífic de Baha al-Din (el nom era Osman Bey) i rebia el malnom de Kara Yüluk (Sangonera Negra). Segons fonts romanes d'Orient, es va casar amb una princesa grega, filla de l'emperador Aleix III Comnè de Trebisonda i de la reina Teodora Cantacuzena. Per la data de la seva mort (quan tenia uns 80 anys) es calcula que va néixer entre 1350 i 1355. Els seus ancestres foren l'avi Tur Ali Bey (que va lluitar contra l'Imperi de Trebisonda) i el pare Fakhr al-Din Kutlu Bey; la mare era la princesa de Trebisonda María Hatun, filla de l'emperador Basili de Trebisonda i de la seva segona esposa Irene. Es va casar també amb una princesa de Trebisonda, Despina Hatun, de la que era cosí i la qual era filla d'Aleix III de Trebisona (oncle matern de Osman).

## Biografia
Se'l pot considerar el fundador de l'estat Aq-quyunlu. Era membre de la tribu Bayındır dels oghuz; aquesta tribu va participar en la conquesta seljúcida d'Anatòlia i sota el domini mongol tenia les seves terres al Eufrates Superior i el Tigris Superior fins a la descomposició de l'estat il-kànida després del 1335 a la mort d'Abu Said Bahadur Khan. Llavors es van unir algunes tribus formant una mena de confederació que fou anomenada dels “Tur Alililer” nom sota el qual van tenir activitat a les conques del Kelkit i Trebisonda; a la mort del seu pare Kutlu Beg, el va succeir el fill Ahmed Beg, però va acabar mort junt amb el seu germà Pir Ali (aliats a Burhan al-Din de Sivas) a mans de Ka Osman, i es va apoderar de les seves terres de pastures (1398). Va derrotar i matar a Burhan al-Din, emir de Sivas i Kayseri, a la batalla de Kara Bel. Sivas fou assetjada i els habitants van demanar ajut al otomà Bayazid I que va enviar el seu fill Sulayman amb 20.000 cavallers i 9000 homes a peu. Però els assetjadors foren derrotats sense ajut per Zain al-Abidin Muhammad (fill de Burhan al-Din), i Kara Yuluk va haver de retirar-se. Però al cap d'unes setmanes de regnat els otomans van entrar a Sivas i Zain al-Abidin va haver de fugir i refugiar-se amb el seu cunyat Nasr al-Din Muhammad Dulkhadir. Sulayman fou nomenat governador de Sivas. Amasya i Tokat es van sotmetre espontàniament a Bayazid I. Kara Yuluk Osman es va retirar a Erzinjan quan van arribar els otomans de Soliman Çelebi.
Quan Tamerlà va arribar a Anatòlia a finals del segle xiv una branca dels Tur Aliller sota Kara Yülük Osman Bey es va separar del conjunt de la confederació per unir-se a Tamerlà. Les ciutats otomanes de l'Eufrates fins a Kiakhta es van sotmetre a l'amir Jahan Xah que va assolar tota la zona (1400); en aquest territori es va constituir en un govern de frontera encomanat a Kara Osman, que era un amir menor a la regió del Diyarbakr. Tenia l'encàrrec d'actuar de concert amb Tahartan d'Erzincan (al que en teoria estava supeditat) per defensar la zona de protecció de l'Eufrates, zona que anava de Erzurum a Kiakhta. A Mardin, Tamerlà va decidir no perdre temps en assetjar-la però va ordenar a Kara Osman de bloquejar la ciutat de manera que no pugues entrar ni sortir ningú
A la batalla d'Ankara de 1402 Osman va estar a l0'avantguarda, i després Anatòlia va passar tota sota control tamerlànida i Osman amb la seva gent es va establir al Diyarbakr on va fundar un emirat feudatari dels tamerlànides amb centre a Amida (Diyarbakr). Poc després se li van unir els Tur Aliller de la vall del Kelkit donant origen als Aq Qoyunlu (1403).
L'emirat es va desenvolupar sota Osman Bey incorporant unes quantes tribus que vivien a les conques de l'Eufrates i del Tigris i es van incorporar als seus dominis diversos centres i el territori de l'entorn: Mardin, Urfa, Kemah (Kemakh), Ergani, Erzincan (Erzindjan), Bayburt, Tercan i Erzurum, afavorint que no gaire després altres centres acceptessin el seu govern: Mayyafarikin (avui Silvan), Ahlat (Akhlat), Bitlis, Eğil, Hasankeyf (Hisn Kayfa) i Tercil principalment. Però van trobar l'oposició d'un altre estat turcman, el dels Qara Qoyunlu, així com dels mamelucs.
Els ortúquides de Mardin van poder defensar Mardin amb l'ajuda dels mamelucs i assetjar al seu torn a Osman Bey a la seva capital, Diyarbakir. Però Osman Bey va ser capaç de defensar-se i vèncer els assetjadors. En el mateix any 1408, va capturar Urfa. Quan va atacar a Mardin un cop més, els Ortúquides aquest cop van demanar ajuda a Qara Yusuf, qui va expulsar Osman Bey: Kara Yusuf dels Kara Koyunlu va sortir a la primavera del 1408 cap a l'anomenat desert de Muix. El governant de Mardin, Malik Salih, l'havia informat que el cap dels ak koyunlu, Kara Osman, pretenia atacar la plaça, que cauria doncs en mans enemigues. Kara Yusuf va marxar en ajut de Mardin. Va arribar a Amida. L'exèrcit de Kara Osman va marxar cap a Muix; els dos exèrcits es van trobar prop d'Amida i la victòria fou per a Kara Yusuf. Després de garantir el control de Mardin se’n va anar a passar el estiu a l'Ala Dagh.
El 1412 Kara Yusuf va anar a Mardin, on va deixar els seus tresors a la fortalesa de la ciutat, nomenant governador a Kara Bahadur. Va seguir després fins a Amida. Kara Osman va fer menjar pels cavalls les collites del Iarmuk; els habitants d'Amida van demanar la pau que els fou acordada a canvi de mil cavalls; però finalment com que no van entregar els cavalls Kara Yusuf va ocupar la plaça per la força; després Kara Yusuf es va dirigir a Argan i Kara Osman va marxar allí per combatre’l però fou derrotat i es va haver de refugiar a la ciutadella. Després de saquejar Argan, Kara Yusuf es va retirar creuant l'Eufrates i entrant al anomenat desert de Muix.
El gran aliat dels Aq Qoyunlu fou el net de Tamerlà, Shah Rukh, permetent que l'emirat creixés en població i territori; Osman Bey va passar a controlar les principals rutes cap al Caucas, Azerbaidjan i Anatòlia. Però les dificultats aviat van arribar; degut a la seva posició geogràfica era difícil el desenvolupament d'una administració centralitzada; l'expansió comportava la necessitat de un sistema burocràtic efectiu i calia doncs redefinir la posició de les tribus dins l'estat Ak koyunlu, cosa que comportava un evident perill per l'estat. A la mort d'Osman Bey encara sense resoldre aquestes qüestions, les tribus començaran una lluita pel poder.
La confederació Kara Koyunlu va prendre moltes àrees pertanyents a Osman Bey, incloent Erzincan, i a al final en 1418 el derrotat Osman Bey va haver de fugir cap al territori mameluc. Kara Yusuf va morir en 1420 i el seu successor Kara Iskander va lluitar contra Osman Bey, que va aprofitar el canvi de tron, per contraatacar i saquejar les àrees de Harput, Malatya i Mardin fins al beylicat dels Dulkadiroğlu. Quan va dirigir les seves accions contra els mamelucs, aquests es van dirigir el 1429 contra Urfa i la van assetjar. El fill d'Osman Bey, Habil Bey, va negociar amb els mamelucos, perquè el setge causava gran fam i angoixa. La ciutat es va lliurar als mamelucs, amb el compromís de no saquejar la ciutat, però els mamelucos van trencar la seva paraula, saquejat i assassinant i prenent presoner a Habil Bey, que fou enviat al Caire, on més tard va morir en captivitat. Osman Bey en no poder salvar el seu fill, va començar a envair les zones frontereres, el que va conduir a 1433 a una altra nova campanya dels mamelucos, en què el sultà mameluc Barsbay va participar personalment. El 28 de maig de 1433, els mamelucos van arribar a Diyarbakir i van començar el setge. Però Osman Bey va poder resistir als mamelucs durant diversos dies, el que finalment va obligar a Barsbay a arribar a un acord amb Osman Bey. Barsbay es va assegurar el vassallatge d'Osman Bey i es va retirar el juliol al Caire via Urfa i Birecik. La situació va canviar quan el timúrida Xah Rukh (fill de Tamerlà) va iniciar una campanya contra els Kara Koyunlu. Xah Rukh va conquistar llocs com Erzincan, Bayburt, Mayyafarikin i Kharpurt i va sotmetre els governants locals.
Després d'algun temps Kara Iskander va recuperar la seva força, va atacar en 1434 als xirvanxahs i va devastar les seves terres. Això va requerir a Xah Rukh, qui va lluitar contra Kara Iskander diverses vegades. Va començar a fustigar el líder Kara Koyunlu amb Osman Bey. En 1434, les forces d'Osman Bey van poder prendre Erzurum, Bayburt, Ispir i Tercan. Mentrestant, Xah Rukh es va mudar a Tabriz, la capital de Kara Iskander, de manera que aquest va fugir en direcció a Erzurum. Abans d'arribar a Erzurum, Osman Bey el va interceptar en el camí, en la subsegüent batalla, el líder Ak Koyunlu va resultar ferit i va morir poc després. El mateix Kara Iskander seria assassinat el 1438.

## Mort i hereus
Osman Bey va morir el 1435; com solia passar, la confederació fou afectada per les forces centrífugues pròpies dels estats tribals. El primer que va reclamar el poder fou el fill Ahmet Bey que anteriorment ja havia perdut una disputa pel poder. Kilij Aslan Bey, Kutlu Bey i Hüseyin Bey van sortir d'Erzurum al mateix temps per iniciar la lluita pel poder i l'hegemonia. Cap dels quatre fou reconegut per totes les tribus i finalment cadascun es va retirar als seus feus a Palu i Bayburt. Un príncep de la família reial, Sheikh Hasan, va ser l'amfitrió dels enviats tamerlànides i el seu parent Ali Bey (fill de Osman Bey) que no havia participat gairebé en les lluites, fou establert com a cap dels ak koyunlu a la proximitat de Tercan, que estava sota administració del seu fill Jahangir ben Ali.

## Familia

### Esposes i concubines
Va tenir una esposa, Despina Hatun (¿? -?), la seva cosina germana, filla del seu oncle matern, l'emperador Aleix III de Trebisonda i de la seva esposa Teodora Cantacuzena.
També va tenir moltes concubines de noms i origen desconeguts.

### Fills i filles
- Ibrahim Bey
- Habil Bey (+1429)
- Ali Bey (+1438), successor del seu pare i fill de Despina Hatun;
- Hamza Bey (+1444)
- Uways Bey
- Hasan Bey
- Yakub Bey

De filles se cita a Ruqiyya, casada el 1401 amb Sidi Ahmad, fill del príncep timúrida Miran Xah.